# 7955 Ogiwara
7955 Ogiwara è un asteroide della fascia principale. Scoperto nel 1993, presenta un'orbita caratterizzata da un semiasse maggiore pari a 2,7586890 UA e da un'eccentricità di 0,1229248, inclinata di 1,56494° rispetto all'eclittica.